# Farkas Aladár (szobrász)
Farkas Aladár (Újpest, 1909. március 27. – Budapest, 1981. december 11.) szobrászművész, Munkácsy Mihály- (1950, 1953) és SZOT-díjas (1972), érdemes művész (1971).

## Élete
Kilencgyermekes család hetedik gyermekeként született. Szülei Farkas Vilmos cipész és Vitriol Heléna (Ilona) voltak.
Művészeti tanulmányait az Iparrajziskolában kezdte. 1930-tól rendszeresen mintázott. 1937 és 1939 között Párizsban volt, ahol az École des Beaux Arts-on képezte magát, bekapcsolódott a francia munkásmozgalomba, a Francia Kommunista Párt tagja lett. 1939-ben tért haza és a Szocialista Képzőművész Csoporthoz csatlakozott. A második világháború alatt munkaszolgálatos volt, majd Moszkvába került.
1946-tól 1948-ig a Magyar Állami Szénbányák kulturális osztályának vezetője és a bányavidéki vándorkiállítások szervezője volt. 1947-ben Nolipa István Pál festővel közös kiállítást rendeztek. 1948-ban részt vett a Képzőművész Szövetség, majd 1949–1950-ben a Képzőművészek Szakszervezete létrehozásában. 1952–1953-ban készítette a koreai nép küzdelmeit megörökítő szoborsorozatát. 1956-tól a munkásőrökről több szobrot, plakettet készített. Gyűjteményes kiállítását 1960-ban az Ernst Múzeumban rendezte meg Háy Károly festővel. 1965-ben a vietnámi háborút kisplasztikai kompozíciókban dolgozta fel, s ebben az évben állította ki műveit az Magyar Nemzeti Galéria. 1966-ban párizsi tanulmányúton volt. 1967-ben Vietnámba utazott Ho Si Minh meghívására.

## Munkássága
Pályáját a munkásmozgalmi tevékenység és a művészi alkotás különös egybefonódása jellemezte. Művészi szemléletét, témavilágát munkás származása, politikai beállítottsága, a mindenkori elnyomottak iránti szolidaritás határozta meg. Szobrainak nyugtalan felületével, expresszív formavilágával az 1930-as évek forradalmi romantikáját őrzi, melyek közül talán a legismertebbek a spanyol polgárháború megtorlását jelképpé formáló Spanyol anya (1937) című lendületes kisplasztikája, illetve a direkt szimbólumként értékelt, lépő csontvázat ábrázoló Fasizmus című domborműve. 1945 után a szocialista realizmus jellemzi, főként köztéri műveit, portréit. E politikai jellegű szoborsorozatokban ismét expresszív kifejezéssel (Koreai sorozat, 1952–1953) fogalmazta meg mondanivalóját. 1957-ben a mai Corvinus Egyetem jogelődje, az akkor Marx Károly nevét viselő Közgazdaságtudományi Egyetem egykori rektora, Háy László ötletére elkészítette Karl Marx ülő bronzszobrát, amelyet 1959-ben avattak fel.
Nemzetközi hírnevet a vietnámi háború borzalmait megörökítő szoborsorozatával (1964–1965) szerzett.

## Emlékezete

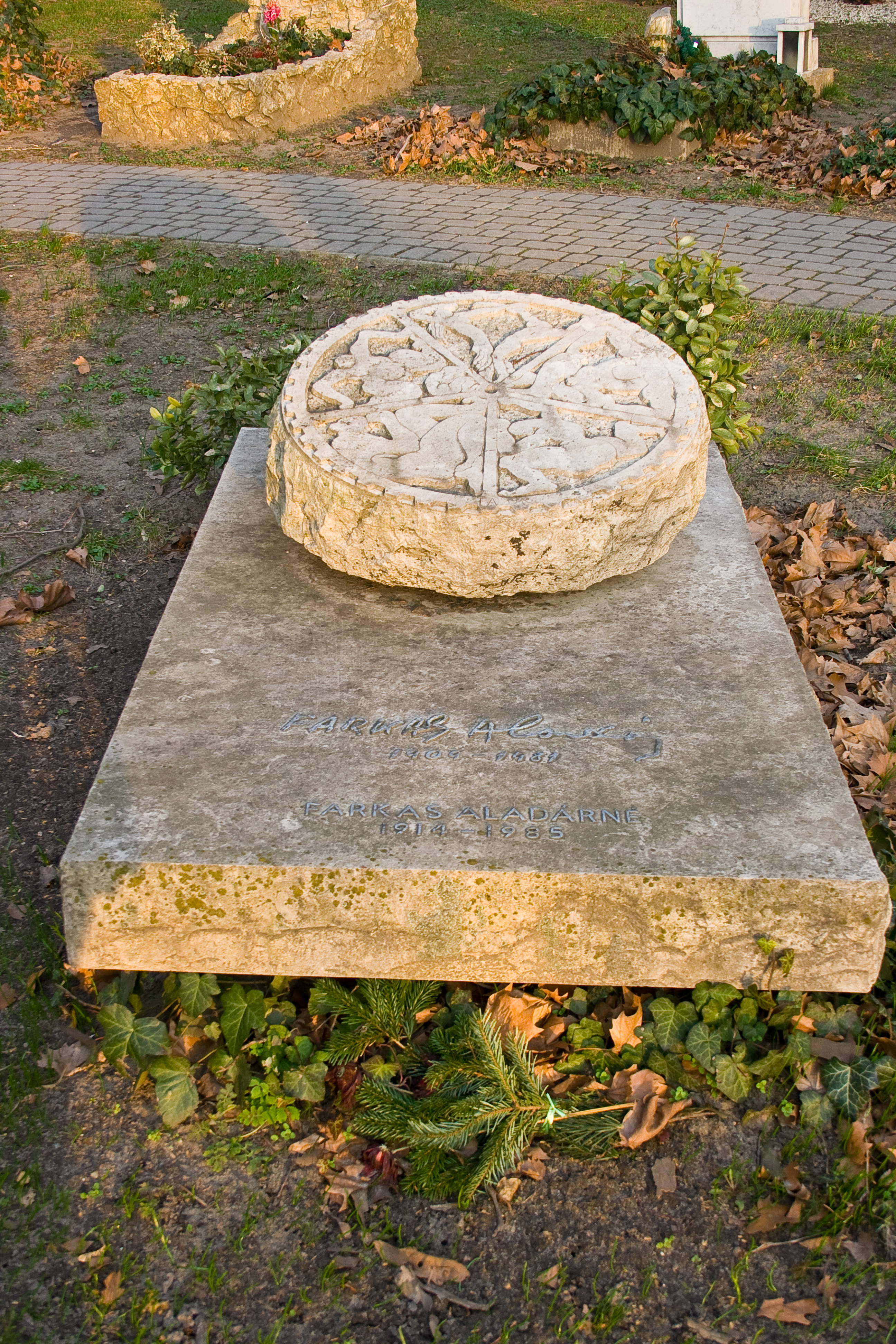
Farkas Aladár és felesége síremléke a Kerepesi temetőben. Saját és Marosits István szobrász alkotása.

2009 márciusában, születése századik évfordulója alkalmából életmű-kiállítással emlékezett meg róla a terézvárosi József Attila Klub. A tárlaton Lucien Hervé a művész munkáiról és műterméről 1983-ban készített fényképeit is kiállították. 2010-ben Hanoiban rendeztek tárlatot műveiből. A Budapesti Corvinus Egyetem Központi Könyvtárában 2011-ben két kiállítással – júniusban életmű-válogatással, szeptemberben a vietnámi kisplasztikasorozattal – emlékeztek meg művészetéről.

## Díjai, elismerései
- Munkácsy Mihály-díj (1950, 1953)
- Szocialista Hazáért érdemrend (1967)
- Munka Érdemrend arany fokozata (1969, 1975)
- Érdemes művész (1971)
- SZOT-díj (1972)

## Főbb művei

### Köztéri szobrai
- Felszabadulási emlékmű (kő és bronz, Makó, 1948–1949)
- Labdázó fiú (bronz, Komló, 1954)
- Marx (bronz, Marx Károly Közgazdaságtudományi Egyetem, 1957)
- Felszabadulási emlékmű (bronz, Nagykanizsa, 1959)
- Ülő lány könyvvel (kő, Nyékládháza, 1964)
- Vándor Sándor síremléke (bronz, Kerepesi temető, 1965)
- Vándor Sándor-emléktábla (vörösmárvány, Budapest, Dózsa György út, 1966)
- Hintázó fiú mackóval (bronz, Kismaros, 1968)
- Ho Si Minh (bronz, Budapest, 1970)
- Sallai–Fürst-emlékmű (bronz, Angyalföld, 1973)

### Kisplasztikák, szobrok
- Anyám (1930)
- Lány korsóval (műkő, 1934)
- Ecce Homo (1935)
- Spanyol anya (1937)
- Ébredő Afrika (1938)
- Spanyol anya (1938)
- Teherben maradt (1938)
- Fölfelé (1940)
- Vetkőző nő (1940)
- József Attila (bronzplakett, 1940)
- József Attila (Budapest, 1942)
- Fasizmus (bronzplakett, 1943)
- Tollforgató (1956–1957)
- Gall kakas (1968)
- Neutronbomba (bronzplakett, 1981)

## Fontosabb kiállításai
- Budapest, Csók Galéria (1971; Hincz Gyula festővel)
- Budapest, Csontváry Terem (1976)
- Balassagyarmat (1975)

## Albumok
- Vietnám. Farkas Aladár plasztikái (Előszó: Goda Gábor; Magvető, Budapest, 1967)
- Farkas Aladár (Előszó: Goda Gábor; Corvina, Budapest, 1984)
- Szobrász vagyok. Farkas Aladár 100 éves (József Attila Művészeti Centrum Közhasznú Alapítvány, Budapest, 2009)

## Hivatalos weblap
- Farkas Aladár hivatalos weblapja: www.farkasaladar.com Archiválva 2012. január 22-i dátummal a Wayback Machine-ben